# Bársonyos fásgereben
A bársonyos fásgereben (Hydnellum spongiosipes) a Bankeraceae családba tartozó, Európában és Észak-Amerikában elterjedt, lomberdőkben élő, nem ehető gombafaj. 

## Megjelenése
A bársonyos fásgereben kalapja 2-10 cm széles, alakja fiatalon domború, majd laposan kiterül; a szomszédos kalapok összenőhetnek. A széle szabálytalanul lebenyes. Felszíne egyenetlen, bársonyos. Színe fiatalon fehéres, rózsásbarnás árnyalattal; később barnásokkeres, fahéjbarna vagy sötétbarna, széle halványabb, sérülésre sötétbarnára színeződik. 
Húsa kétrétegű: a felső halványbarna és eléggé puha, az alsó sötét- vagy lilásbarna és szívós. Szaga és íze lisztes vagy nem jellegzetes. Kálium-hidroxiddal olívzöld vagy feketés színreakciót ad.   
Tönkre lefutó termőrétege tüskés szerkezetű. A sűrűn álló tüskék 4-7 mm hosszúak, halvány- vagy lilásbarnák; idősen vagy sérülésre megsötétednek.
Tönkje 3-10 cm magas és a csúcsán 1-3 cm vastag. Alakja a tövénél bunkósodó. Felszíne bársonyos, színe sötétbarna. 
Spórapora barna. Spórája majdnem kerek, szabálytalan formájú, gumós felszínű, mérete 4,5-7 x 4-5,5 µm. 

### Hasonló fajok
Az izzadó fásgereben idős példányai, a narancssárga fásgereben, a gödörkés fásgereben, esetleg a dudoros szagosgereben hasonlíthat hozzá. 

## Elterjedése és termőhelye
Európában és Észak-Amerikában honos.
Lombos erdőkben fordul elő, főleg tölgy alatt, egyesével vagy csoportosan. Nyáron és ősszel terem. 

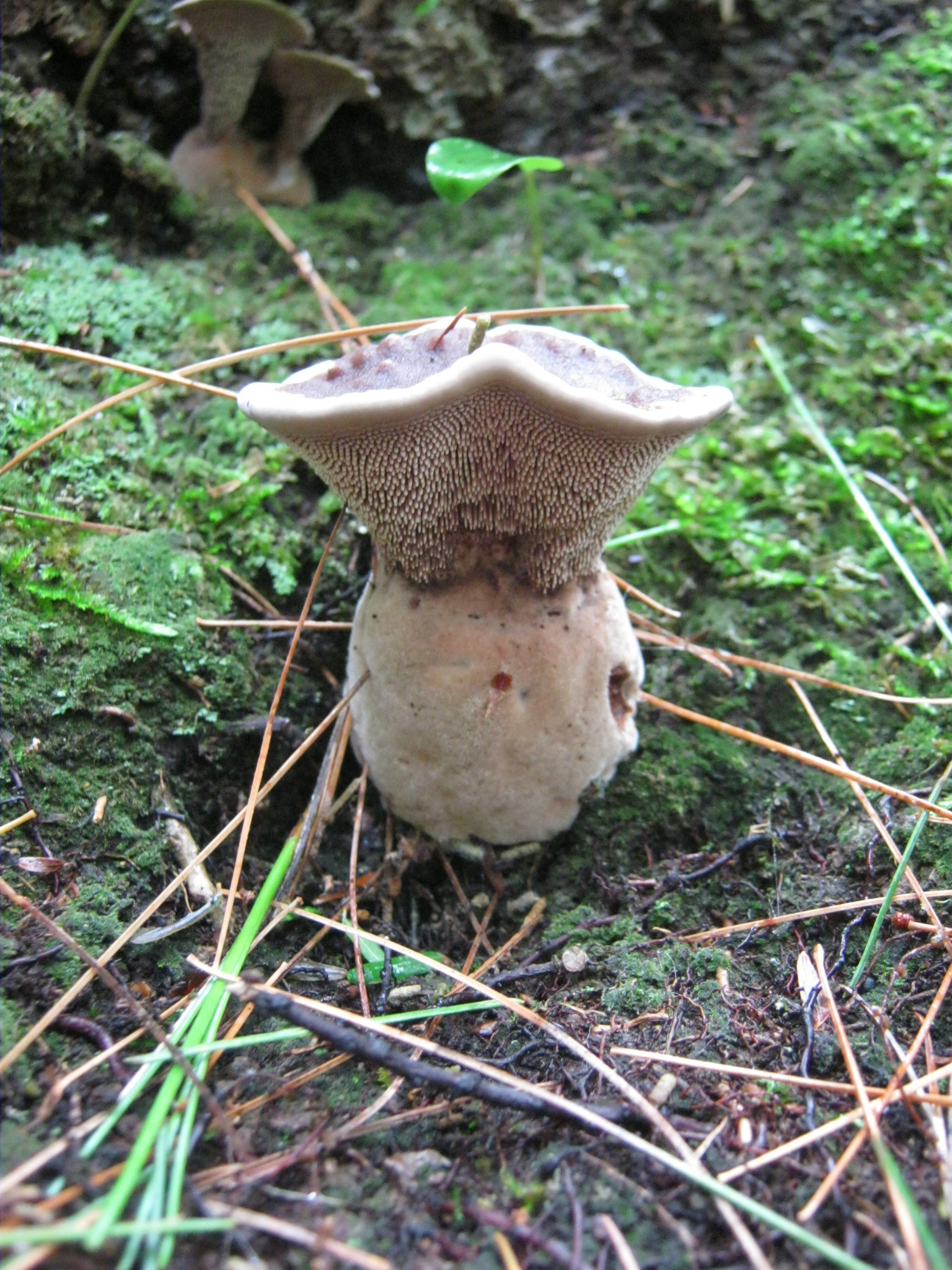
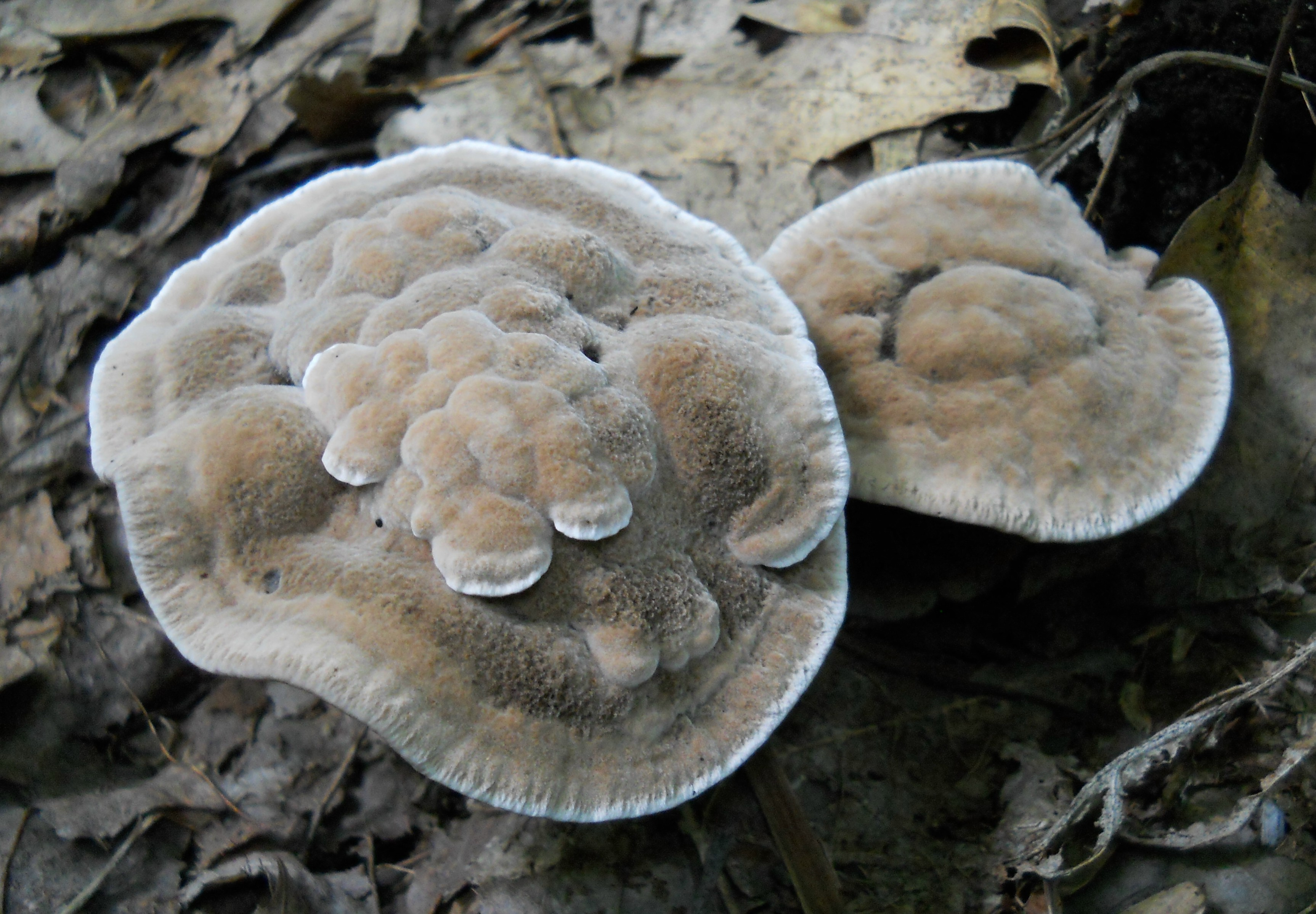
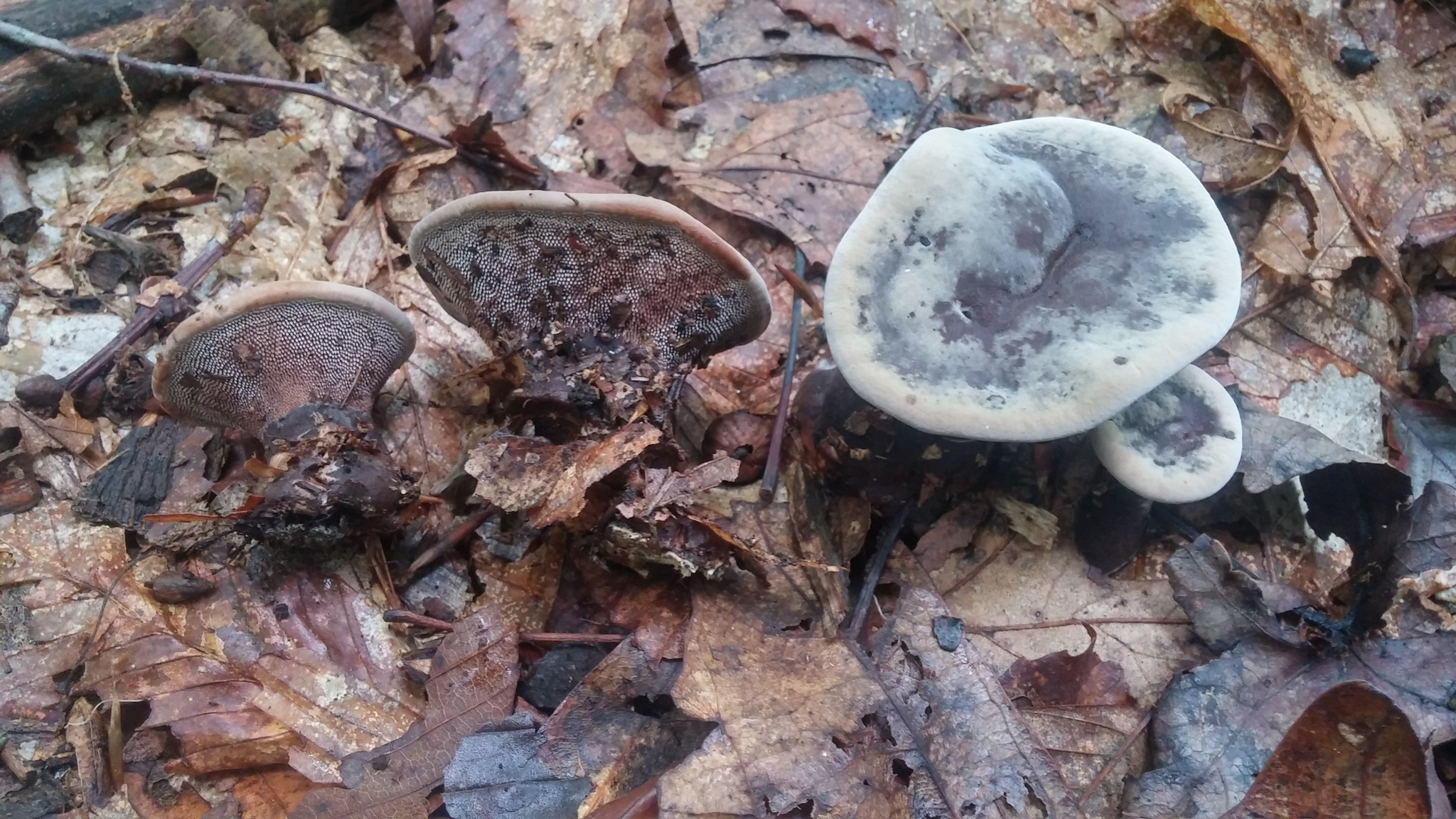
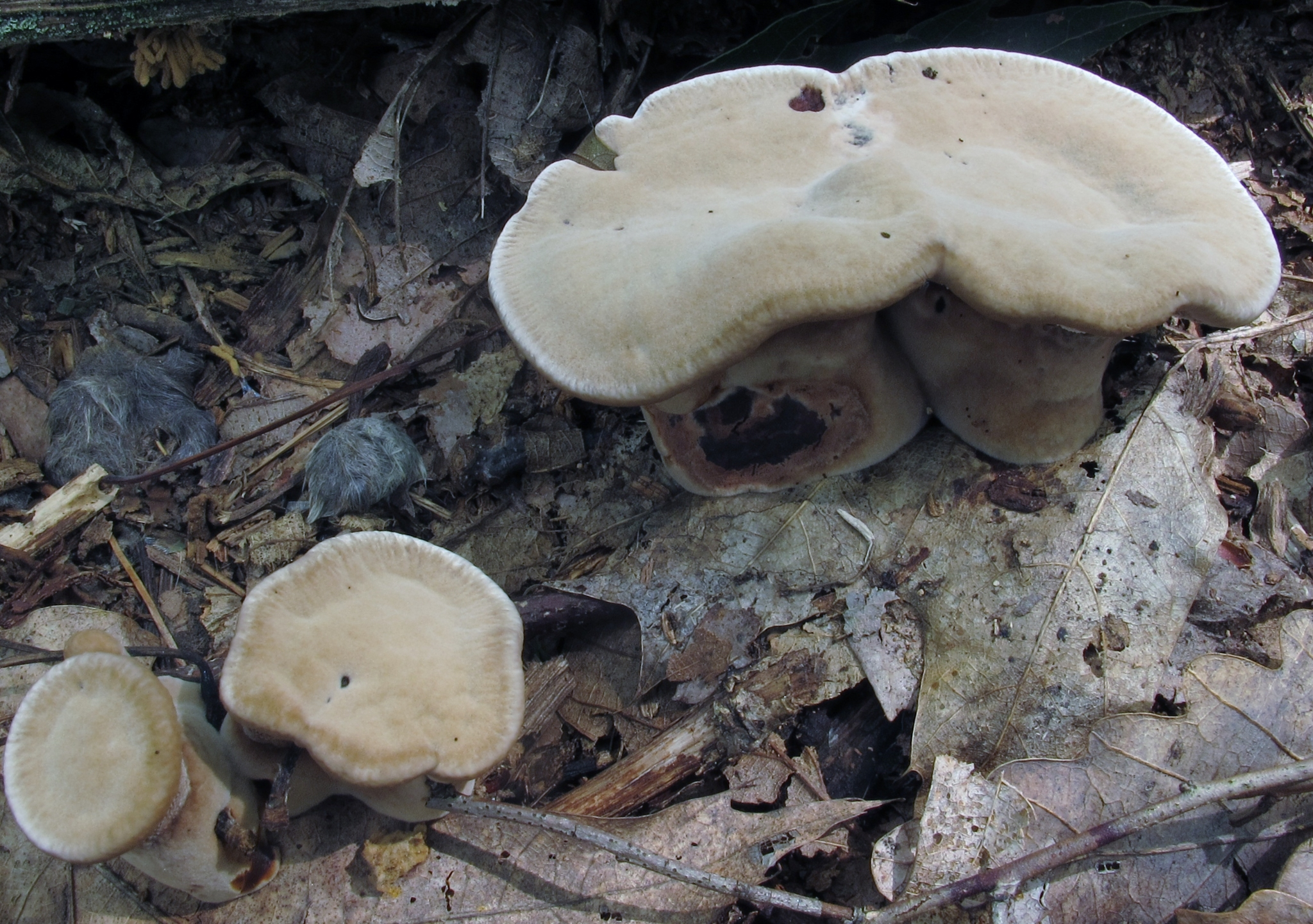
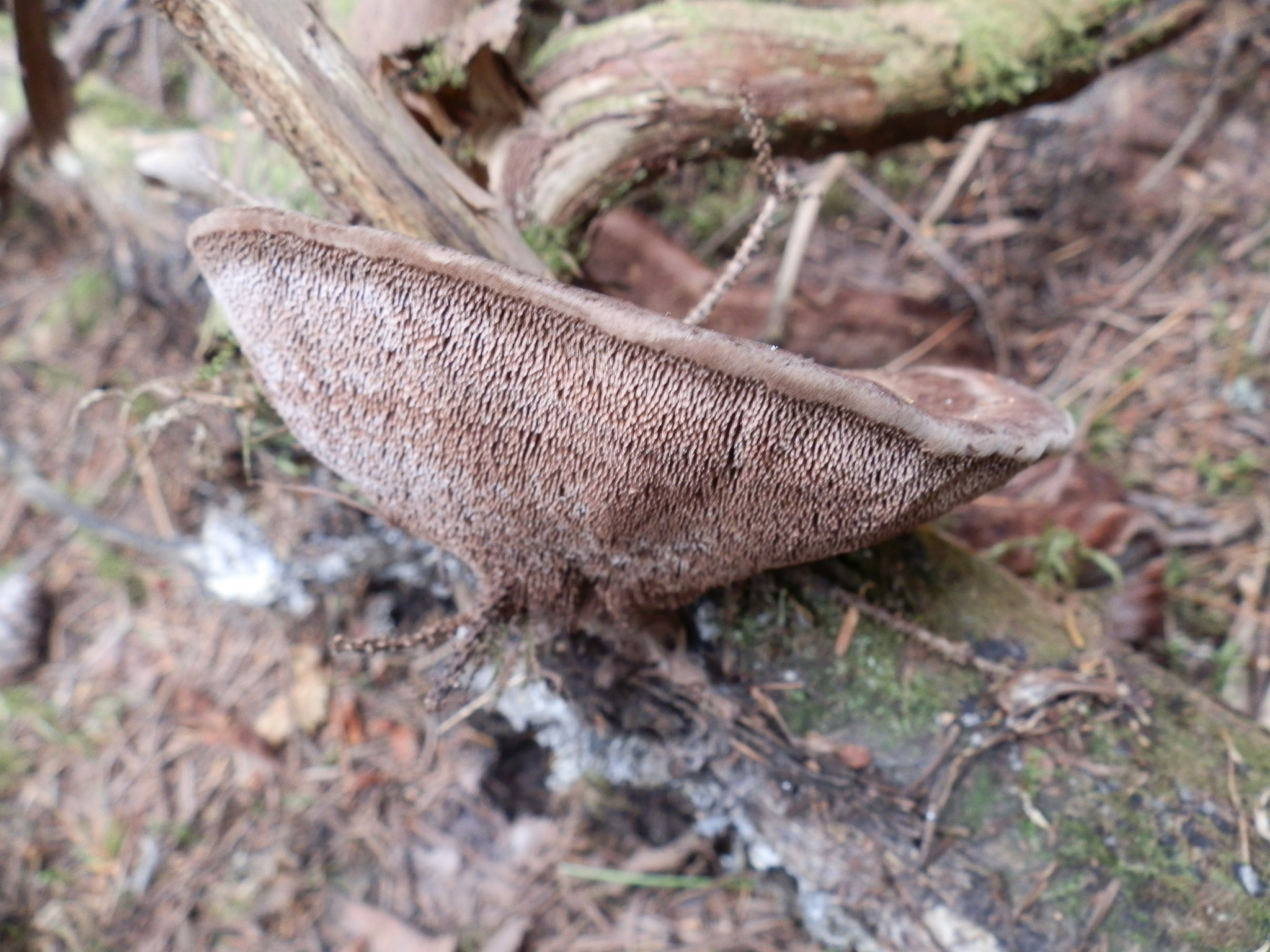

Nem ehető.